# Штванице
Штванице (чеш. Štvanice) — остров в Праге, столице Чехии. Находится на реке Влтаве между Карлином и Голешовице. В этих местах река обмелела, в результате чего образовался ряд речных островов, из которых остальные (Приматорский, Коронный, Иерусалимский и Роганский) постепенно исчезли при зарегулировании русла.

## История

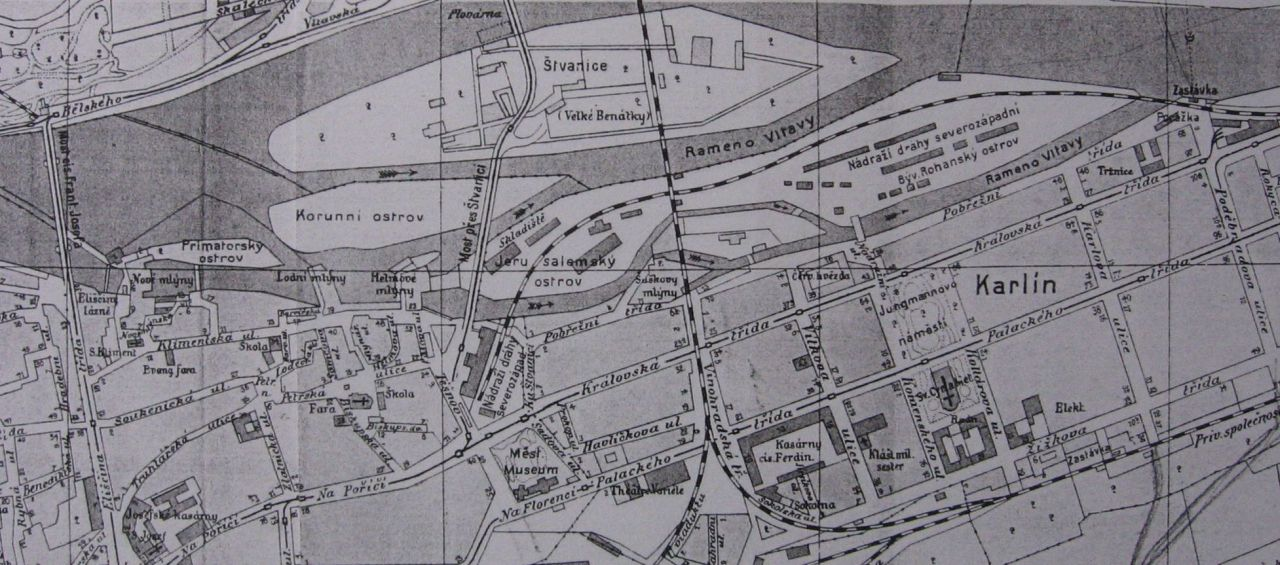
Окрестности Штванице на карте 1910 года.

В конце XVII века на острове был устроен деревянный манеж, на котором до 1816 года (неоднократно запрещённые) проводились бои собак с другими животными (медведями, быками, оленями и коровами). Отсюда произошло название острова (Štvanice значит «погоня» или «травля»).
В 1877 году Эудженио Аверино устроил здесь варьете. Были и другие различные аттракционы. В 1883 году были построены деревянные строения «ледяные дома» — «ledárny». В начале 20 века на острове был построен промышленный комплекс — Браницкие ледарны.
В конце 19 века на острове было три ресторана. В 1901 году сюда переехал недавно созданный Первый чешский теннисный клуб, основанный Карелом Цифкой, его братом Йозефом Цифкой и Йозефом Рёсслер-Оржовским.
Во второй половине 19 века остров уже пересекал виадук Негрелли, но автомобильные мосты в Штванице вели только со стороны Карлина, через Иерусалимский и Коронный острова. Между Штванице и Бубнами курсировал паром.
Первым автомобильным мостом, соединяющим Штванице с двумя основными берегами Влтавы, был Главкув мост(1908 — 1911). По своему несколько иному первоначальному маршруту и другой общей форме он проходил через острова Корунни и Иерусалимский. Мост был перестроен в современный вид в 1958—1962 годах.
В 2000 году немецкая компания Club Meridian Company была выбрана подрядчиком по преобразованию острова, планировалось восстановить Штванице примерно на миллиард чешских крон в течение 45 месяцев после подписания контракта. Однако из-за наводнения 2002 года реализация была отложена.

## Описание
Вытянут с запада на восток. Пересечён двумя мостами: Главкувым мостом и виадуком Негрелли. Протяжённость острова составляет 1,25 км, ширина до 210 м.